# Tô Hữu Bằng
Tô Hữu Bằng (sinh ngày 11 tháng 9 năm 1973) là nam diễn viên, ca sĩ Đài Loan, thành viên của ban nhạc Tiểu Hổ Đội từ năm 15 tuổi cùng với Ngô Kỳ Long, Trần Chí Bằng. Năm 1997 Tô Hữu Bằng bắt đầu sang Trung Quốc đóng phim. Anh thật sự được biết đến với vai "Ngũ A Ca" Vĩnh Kỳ trong bộ phim truyền hình Hoàn Châu Cách Cách có sự góp mặt của Triệu Vy, Lâm Tâm Như, Châu Kiệt.
Năm 2010, Tô Hữu Bằng nhận giải thưởng giải Kim Kê Bách Hoa cho hạng mục nam diễn viên phụ xuất sắc nhất với vai diễn Bạch Tiểu Niên trong phim Phong thanh. Năm 2012, anh chuyển sang đầu tư sản xuất phim và sản xuất thành công bộ phim truyền hình Nếu không duyên thì thôi (Phi duyên vật nhiễu), nhận được giải thưởng Nhà sản xuất xuất sắc năm 2013 cho bộ phim trên tại Lễ trao giải Thần tượng châu Á 2013 của đài An Huy. Giữa năm 2014, Tô Hữu Bằng lấn sân sang một vai trò mới, làm đạo diễn cho bộ phim điện ảnh Tai trái, được chuyển thể từ tiểu thuyết cùng tên của nhà văn Nhiêu Tuyết Mạn.

## Tiểu sử
Tô Hữu Bằng sinh ra và lớn lên tại Đài Loan trong gia đình có cha rất nghiêm khắc, mẹ làm giáo viên. Anh từng đứng thứ 5 toàn quốc trong kỳ thi tốt nghiệp phổ thông và thi đỗ vào khoa cơ khí của Đại học quốc lập Đài Loan.

## Sự nghiệp
Ngay từ nhỏ, Tô Hữu Bằng đã rất yêu âm nhạc, rất có ấn tượng với giọng ca của nữ ca sĩ Madonna. Sự nghiệp chính thức được bắt đầu năm 1988, khi anh tham gia tuyển chọn chương trình "Thanh xuân đối kháng".
Ngày 27 tháng 7 năm 1988, nhóm Tiểu Hổ Đội được thành lập gồm 3 thành viên gồm Ngô Kỳ Long (Phích Lịch Hổ: hổ mạnh mẽ), Trần Chí Bằng (Tiểu Soái Hổ: hổ đẹp trai) và Tô Hữu Bằng (Quái Quái Hổ: hổ ngoan ngoãn).
Tháng 2 năm 1989, Tiểu Hổ Đội nhận được sự quan tâm nhiệt liệt của khán giả xem đài. Với thành công của bài hát "Thanh bình quả lạc viên" hát trong album "Happy New Year" cùng hai người chị tiền bối, Tiểu Hổ Đội trở thành tiêu điểm chú ý toàn quốc.
Tháng 4 năm 1989, tại bảo tàng Quốc Phụ, hoạt động mang tên "Ký tên Marathon" thu hút hơn 2 vạn người tham dự. Trở thành dấu mốc lịch sử đánh dấu sự chinh phục của nhóm nhạc trẻ với người hâm mộ.
Tiểu Hổ Đội nhanh chóng trở thành thần tượng của giới trẻ. Không những thế họ còn được nhiều lứa tuổi yêu thích bởi sự hồn nhiên, chân thật và nhiệt tình tuổi trẻ. Những bài hát của Tiểu Hổ Đội đi sâu vào ký ức của từng người đến tận ngày hôm nay.
Tháng 12 năm 1991, Trần Chí Bằng phải nhập ngũ, Tô Hữu Bằng chuẩn bị đi du học nên ban nhạc tan rã, mỗi người phát triển theo một hướng riêng và đều thu được những thành tựu rực rỡ.
Năm 1997, Tô Hữu Bằng và Trần Chí Bằng trở nên nổi tiếng sau bộ phim Hoàn Châu Cách Cách
Năm 2003, Tô Hữu Bằng vào vai Trương Vô Kỵ trong bộ phim truyền hình Ỷ thiên đồ long ký.
Năm 2010, trong Lễ hội mùa xuân của Đài truyền hình TW Trung Quốc, Tô Hữu Bằng có dịp tái hợp cùng hai bạn cũ trên sân khấu và được ủng hộ hết sức nhiệt tình.

## Các album đã phát hành

### Album phát hành cùngTiểu Hổ Đội
| Năm phát hành | Tựa đề Tiếng Trung          | Tiếng Việt                     | Chú thích        |
| ------------- | --------------------------- | ------------------------------ | ---------------- |
| 1989          | 新年快乐                    | Năm mới vui vẻ                 |                  |
| 1989          | 逍遥游                      | Tiêu Dao Du                    |                  |
| 1989          | 男孩不哭                    | Con trai không khóc            |                  |
| 1990          | 红晴蜓                      | Chuồn chuồn đỏ                 |                  |
| 1990          | 星星的约会                  | Cuộc gặp gỡ của các vì sao     |                  |
| 1991          | 爱                          | Yêu                            |                  |
| 1991          | 再见                        | Tạm biệt                       |                  |
| 1992          | BEST                        |                                | Album nhạc tuyển |
| 1993          | 星光依旧灿烂                | Ánh sao vẫn tỏa sáng           |                  |
| 1994          | 快乐的感觉永远一样          | Cảm giác vui vẻ mãi không phai |                  |
| 1995          | 庸人自扰                    |                                |                  |
| 1996          | 虎啸龙腾狂飙’95演唱会全纪录 | Liveshow Rồng bay hổ gấm       |                  |

### Album cá nhân
| Năm phát hành | Tựa đề Tiếng Trung | Tiếng Việt                          | Chú thích   |
| ------------- | ------------------ | ----------------------------------- | ----------- |
| 1992          | 我只要你愛我       | Anh chỉ cần em yêu anh              |             |
| 1993          | 等到那一天         | Đợi đến một ngày                    |             |
| 1994          | 背包               | Ba lô                               |             |
| 1994          | 傷口               | Vết thương                          |             |
| 1994          | 這般發生           | Chuyện xảy ra như thế               |             |
| 1994          | 擦肩而過           | Gặp nhau làm ngơ                    |             |
| 1995          | 愛上你的一切事情   | Yêu tất cả những gì là của em       | Tiếng Quảng |
| 1995          | 走                 | Đi                                  |             |
| 1995          | 風聲雨聲聽蘇聲     | Tiếng gió, tiếng mưa, nghe tiếng Tô |             |
| 2000          | 你快不快樂         | Em có vui không                     |             |
| 2000          | 了解               | Hiểu                                |             |
| 2001          | 不只深情           | Không chỉ là tình thâm              |             |
| 2001          | 102%愛情           | 102% Ái tình                        |             |
| 2002          | 玩真的             | Chơi thật sự                        |             |
| 2002          | 最愛1992-2002      | Album nhạc tuyển 1992-2002          |             |
| 2004          | 以前以後           | Trước đây - sau này                 |             |

### Single
- 2007: 大不了 (No big deal)
- 2008: 爱情剪接
- 2009: 最遥远的距离 - Khoảng cách xa xôi nhất.

### Nhạc phim
| Tên bài hát (Tiếng Trung) | Tên bài hát (Tiếng Việt) | Phim                      | Chú thích                                                             |
| ------------------------- | ------------------------ | ------------------------- | --------------------------------------------------------------------- |
| 雪来的时候                | Khi tuyết rơi            | Ỷ Thiên Đồ Long ký        |                                                                       |
| 同桌的你                  | Em người cùng bàn        | Kinh thành kỳ án          | Vô địch huyện lệnh                                                    |
| 愛琴海                    | Biển Ái Cầm              | Tình định Ái Cầm Hải      |                                                                       |
| 柏拉图的永恒              | Plato vĩnh hằng          | Tình định Ái Cầm Hải      | Song ca cùng Lý Phương                                                |
| 你是我的一滴泪            | Em là giọt lệ của anh    | Tình định Ái Cầm Hải      |                                                                       |
| 你可以不懂                | Em có thể không hiểu     | Dương Môn Hổ Tướng        |                                                                       |
| 一天                      | Một ngày                 | Ảo thuật kì duyên         |                                                                       |
| 憧憬                      | Một ngày                 | Ảo thuật kì duyên         | Song ca cùng Kangta                                                   |
| 烦着呢                    | Phiền quá đi             | Công chúa bướng bỉnh      | Song ca cùng Jang Na-ra                                               |
| 你是我的                  | Em là của tôi            | Công chúa bướng bỉnh      |                                                                       |
| 带着爱                    | Mang theo yêu thương     | Bốn thần ái tình          |                                                                       |
| 梦想刘三姐                | Mơ về Lưu Tam Tỷ         | Tìm kiếm Lưu Tam Tỷ       | Song ca cùng Huỳnh Thánh Y                                            |
| 康定情歌                  | Tình Ca Khang Định       | Tân Tình Ca Khang Định    | Hát cùng Tống Tổ Anh, Ninh Tịnh, Bồ Ba Giáp, Ái Tân Giác La Khải Tinh |
| 黑暗的微光                | Ánh sáng tối tăm         | Căn Phòng Bí Mật (Phần 1) |                                                                       |
| 爱上自己                  | Yêu chính mình           | Phi duyên vật nhiễu       | Nhạc đầu phim                                                         |
| 相见太晚                  | Gặp gỡ muộn màng         | Phi duyên vật nhiễu       | Nhạc cuối phim                                                        |
| 老天有眼                  | Ông trời có mắt          | Điềm mật sát cơ           |                                                                       |
| 放心去飞                  | Yên tâm bay đi           | Tai trái                  | Tham gia góp vui cho MV                                               |

## Các bộ phim truyền hình đã đóng
| Năm  | Tựa đề tiếng Việt           | Tựa đề tiếng Anh                                  | Tựa đề tiếng Trung | Vai diễn                                         | Đóng chung                                                                              | Chú thích |
| ---- | --------------------------- | ------------------------------------------------- | ------------------ | ------------------------------------------------ | --------------------------------------------------------------------------------------- | --- |
| 1991 | Gà mẹ dắt vịt con           |                                                   | 母鸡带小鸭         | 梁志朋 - Lương Chí Bằng                          |                                                                                         | |
| 1996 | Idol most wonderful         |                                                   | 偶像一级棒         | Chủ cửa hàng tiện lợi                            |                                                                                         | |
| 1997 | Hoàn Châu Cách Cách I       | Princess Returning Pearl I                        | 还珠格格I          | 永琪 - Vĩnh Kỳ / Ngũ A Ca                        | Triệu Vy, Lâm Tâm Như, Châu Kiệt, Phạm Băng Băng, Trương Thiết Lâm, Trần Chí Bằng       | Tên khác: Bức Tranh Định Mệnh |
| 1997 | Nhất phẩm phu nhân          |                                                   | 一品夫人芝麻官     |                                                  |                                                                                         | |
| 1998 | Bí mật ngôi nhà cổ          | Old House Has Joy                                 | 老房有喜           | 苏小鹏 - Tô Tiểu Bằng                            | Triệu Vy                                                                                | Tên khác: Cô em họ Cát Tường |
| 1998 | Hoàn Châu Cách Cách II      | Princess Returning Pearl II                       | 还珠格格II         | 永琪 - Vĩnh Kỳ / Ngũ A Ca                        | Triệu Vy, Lâm Tâm Như, Châu Kiệt, Phạm Băng Băng, Trương Thiết Lâm, Vương Diễm, Lưu Đan | |
| 1999 | Tuyệt Đại Song Kiêu         | The Handsome Siblings I a.k.a the legendary twins | 绝代双骄           | 花無缺 - Hoa Vô Khuyết                           |                                                                                         | Phiên bản năm 1999 |
| 2000 | Tân dòng sông ly biệt       | Romance in the Rain                               | 情深深雨蒙蒙       | 杜飞 - Đỗ Phi                                    | Lâm Tâm Như, Triệu Vy, Cổ Cự Cơ, Khâu Chấn Hải, Lý Ngọc, Vương Lâm, Cao Hâm             | Phiên bản năm 2001 - Làm lại từ phim Dòng sông ly biệt Nhân vật Đỗ Phi chính là nhân vật duy nhất mà Quỳnh Dao viết thêm để làm bộ phim trở nên lôi cuốn, mới mẻ hơn. Phim lần đầu của Quỳnh Dao anh và Triệu Vy không đóng cặp với nhau mà anh đóng cặp với Lâm Tâm Như |
| 2001 | Thiếu niên Trương Tam Phong | Taiji Prodigy                                     | 少年张三丰         | 易天行 - Dịch Thiên Hành                         | Trương Vệ Kiện, Lý Băng Băng, Vương Diễm, Nghiêm Khoan, Lâm Tâm Như, Lý Tiểu Lộ         | |
| 2001 | Hẹn Ước Thanh Xuân          | A Date with Youth                                 | 相约青春           | 敬涛 - Kính Đào                                  |                                                                                         | |
| 2001 | Vô Địch Huyện Lệnh          | Secret Murder, Amazing Cases                      | 无敌县令           | 杭铁生 - Hàng Thiết Sinh                         | Huỳnh Hiểu Minh, Vương Diễm, Tống Đan Đan, Khấu Chấn Hải                                | Tên khác: Phách Án Kinh Kì |
| 2001 | Long hổ phá thiên môn       | The Handsome Siblings I a.k.a the legendary twins | 绝代双骄           | 花無缺 - Hoa Vô Khuyết                           |                                                                                         | Khách mời |
| 2002 | Ỷ Thiên Đồ Long Ký          | Heavenly Sword and Dragon Saber                   | 倚天屠龙记         | 张无忌 - Trương Vô Kỵ - 张翠山 - Trương Thúy Sơn | Giả Tịnh Văn, Cao Viên Viên, Trương Thiết Lâm                                           | Phiên bản 2003 |
| 2003 | Trường cấp ba Mala          | Mala High School                                  | 麻辣高校生         | 赵友朋 - Triệu Hữu Bằng                          |                                                                                         | Khách mời |
| 2003 | Đoàn tàu tâm Động           | Love Train                                        | 心动列车           | 阿晃 - A Hoàng                                   |                                                                                         | |
| 2003 | Mênh mông biển tình         | Love Of Aegean Sea                                | 情定爱琴海         | 陆恩祈 - Lục Ân Kì                               | Chae Rim, Hà Nhuận Đông                                                                 | Tên khác: Tình trong biển tình |
| 2003 | Dương Môn Hổ Tướng          | Warriors of the Yang Clan                         | 杨门虎将           | 杨延郎 - Dương Diên Lãng (Dương Tứ Lang)         | Chae Rim, Vương Diễm, Giả Nãi Lượng, Địch Long                                          | |
| 2004 | Ảo thuật kì duyên           | Magic Touch of Fate                               | 魔术奇缘           | 吴俊安 - Ngô Tuấn An                             | Lâm Tâm Như, Kangta, Khâu Chấn Hải                                                      | |
| 2005 | Công chúa bướng bỉnh        | My Bratty Princess                                | 刁蛮公主           | 朱允 - Hoàng đế Chu Doãn                         | Jang Na-ra                                                                              | |
| 2006 | Tương kế tựu kế             | Entrapment                                        | 将计就计           | 庄若龙 - Trang Nhược Long                        |                                                                                         | |
| 2009 | Nhiệt Ái                    | Passion                                           | 熱愛               | 苏明涛 - Tô Minh Đào                             | Hàn Tuyết                                                                               | Tên ban đầu: 大镇反 - Đại Trấn Phản |
| 2013 | Phi duyên vật nhiễu         | Destiny By Love                                   | 非缘勿扰           | 陆西诺 - Lục Tây Nặc                             | Tần Lam                                                                                 | Tên tạm dịch: Nếu không phải duyên thì thôi |
| 2013 | Tân Thiên Long Bát Bộ       | Demi Gods And Semi Devils                         | 天龙八部           | 无崖子 - Vô Nhai Tử                              |                                                                                         | Khách mời |

## Các bộ phim điện ảnh đã đóng
| Năm  | Tựa đề tiếng Việt             | Tựa đề tiếng Anh          | Tựa đề tiếng Trung     | Vai diễn                         | Đóng với                                                                           | Chú thích                                                           |
| ---- | ----------------------------- | ------------------------- | ---------------------- | -------------------------------- | ---------------------------------------------------------------------------------- | ------------------------------------------------------------------- |
| 1990 | Du Hiệp Nhi                   | Wandering Heroes          | 游侠儿                 | Tiểu Quái                        |                                                                                    |                                                                     |
| 1995 | Bốn chàng trai bất phàm       | Forever Friends           | 四个不平凡的少年       | Luo Zhi Jian                     | Ngô Kỳ Long, Lâm Chí Dĩnh, Kaneshiro Takeshi                                       |                                                                     |
| 1996 | Chuyên gia tán gái            | Flirting Expert           | 泡妞专家               | Tô Hữu Bồi                       |                                                                                    |                                                                     |
| 1996 | Tình sắc                      | Pale Sun                  | 情色                   | Lao Wu                           |                                                                                    |                                                                     |
| 1998 | Hồng Nương                    | Red Bride                 | 红娘                   | Trương Quân Thuỵ (Zhang Jun Rui) |                                                                                    |                                                                     |
| 1999 | Đại Thắng Gia                 | Winner Takes All          | 大赢家                 | Shi Sheng Zi                     | Tạ Đình Phong, Lâm Tâm Như, Ngô Thần Quân                                          |                                                                     |
| 1999 | Bạch Cẩm Hoa                  | Cotton Fleece             | 白棉花                 | Ma Cheng Gong                    |                                                                                    |                                                                     |
| 2000 | Mối tình đầu                  | Devoted to You            | 初恋的故事             | Ngọc Hải (玉海)                  |                                                                                    |                                                                     |
| 2002 | Thủ túc tình                  | Reunion                   | 手足情深               | Trương Gia Thông (张家聪)        |                                                                                    |                                                                     |
| 2003 | Nhà của ông                   | Grandpa's Home            | 爷爷的家               | Chí Gia (志嘉)                   |                                                                                    |                                                                     |
| 2005 | Taklamakan                    | Taklamakan                | 塔克拉玛干             | Thành Thành (成成)               |                                                                                    |                                                                     |
| 2008 | Ái tình tả đăng hữu hành      | Fit Lover                 | 爱情呼叫转移Ⅱ:爱情左右 | Quách Ảnh (郭影)                 | Huỳnh Hiểu Minh, Lâm Gia Hân, Đặng Siêu, Phạm Vỹ, Huỳnh Lỗi, Đồng Đại Vi, Lục Nghị | Tên khác: Ái hô 2                                                   |
| 2009 | Yêu đến tận cùng              | L-O-V-E                   | 爱到底                 |                                  |                                                                                    | Khách mời                                                           |
| 2009 | Phong thanh                   | The Message               | 风声                   | Bạch Tiểu Niên (白小年)          | Châu Tấn Lý Băng Băng, Huỳnh Hiểu Minh, Trương Hàm Dư                              |                                                                     |
| 2009 | Cuộc chiến bí mật trên đảo    |                           | 孤岛秘密战             | Sĩ quan Nhật                     |                                                                                    | Khách mời                                                           |
| 2009 | Tinh Hải thời niên thiếu      |                           | 少年星海               | Tiêu Hữu Mai (萧友梅)            |                                                                                    | Phim thiếu nhi                                                      |
| 2010 | Bốn thần ái tình              | Four Cupids               | 四个丘比特             | Tề Bạc Lâm                       |                                                                                    |                                                                     |
| 2010 | Tìm kiếm Lưu Tam Tỉ           | A Singing Fairy           | 寻找刘三姐             | Vi Văn Đức (韦文德)              | Huỳnh Thánh Y                                                                      |                                                                     |
| 2010 | Tân Tình ca Khang Định        | New Kangting Love Song    | 新康定情歌             | Lý Tô Kiệt                       |                                                                                    |                                                                     |
| 2010 | Mật thất - Căn phòng bí mật   | Lost In Panic Room        | 密室之不可告人         | Liễu Phi Vân                     |                                                                                    | Mật thất I                                                          |
| 2011 | Sát Sinh (Trường Thọ Trấn)    | Design of Death           | 宋体                   |                                  |                                                                                    |                                                                     |
| 2011 | Mật thất - Không thể tới bờ   | Lost In Panic Cruise      | 密室之不可靠岸         | Liễu Phi Vân                     | Ngô Thần Quân, Chu Vi Đồng, Dương Khôn                                             | Mật thất II                                                         |
| 2011 | Thiếu Niên Đặng Ân Minh       | Deng Enming's Childhood   | 少年邓恩铭             |                                  |                                                                                    |                                                                     |
| 2012 | Đồng Tước Đài                 | The Assassins             | 铜雀台                 | Hán Hiến Đế                      | Châu Nhuận Phát, Lưu Diệc Phi, Tamaki Hiroshi                                      | Bronze Swallow Terrace                                              |
| 2012 | Nạn đói 1942                  | Remembering 1942          | 温故 1942              | Tống Tử Văn                      | Trương Quốc Lập, Trần Đạo Minh, Trương Hàm Dư                                      | Khi phim trình chiếu, các cảnh có Alec đã bị cắt vì lý do chính trị |
| 2012 | Ba người mẹ đơn thân          | Three Unmarried Mothers   | 三个未婚妈妈           |                                  |                                                                                    |                                                                     |
| 2013 | Tứ đại danh bổ 3              | The Four 3                | 四大名捕 3             | Tống đế                          | Đặng Siêu, Lưu Diệc Phi, Liễu Nham, Huỳnh Thu Sinh, Đặng Tụy Văn                   | Tứ đại danh bộ đại kết cục                                          |
| 2013 | Điềm mật sát cơ               | Sweet Alibis              | 甜蜜杀机               | Vương Chí Nghị                   |                                                                                    | Tạm dịch: Động cơ giết người ngọt ngào                              |
| 2013 | Kẻ đáng nghi nhất             | The Suspicious            | 最佳嫌疑人             | Lâm Dĩ Thái (林以太)             | Trần Kiều Ân                                                                       |                                                                     |
| 2014 | Tai trái                      | The left ear              | 左耳                   | Alec lần đầu tiên làm đạo diễn   |                                                                                    | Khai máy ngày 10/8/2014, ra rạp ngày 24/4/2015                      |
| 2016 | Thanh xuân của ai không mơ hồ | Yesterday Once More       | 谁的青春不迷茫         | Thầy giáo dạy toán               |                                                                                    | Khách mời                                                           |
| 2016 | Phía sau nghi can X           | The Devotion of Suspect X | 嫌疑人X的献身          | Bộ phim thứ 2 Alec làm đạo diễn  |                                                                                    | Khai máy ngày 10/6/2016, ra rạp ngày 01/4/2017                      |

## Chương trình truyền hình
- 2013 - China's Got Talent (mùa 5) (với Triệu Vy, Lưu Diệp, Wang Wei-chung)
- 2017 - Minh tinh đại trinh thám (người chơi mùa 2, tập 9)
- 2018 - Nhà hàng Trung Hoa (mùa 2) (với Triệu Vy, Thư Kỳ, Vương Tuấn Khải, Bạch Cử Cương)
- 2019 - Sáng tạo doanh 2019 (với Quách Phú Thành, Hoàng Lập Hành và Hồ Ngạn Bân, MC Địch Lệ Nhiệt Ba)
- 2019 - Nhà hàng Trung Hoa (mùa 3) - khách mời tập 11-13

## Giải thưởng
01/1995: Huy chương đồng giải Tài năng trẻ "10 ca khúc tiếng Hoa hay nhất Hồng Kông"
02/1995: Xếp thứ 4 trong 10 Super Star của Đài Loan
12/1995: Giải "Nghệ sĩ hình tượng" tại California
1995: Phần thưởng "Công dân danh dự" tại Los Angeles
09/2001: Ca khúc "Are you happy or not" đạt giải Kim Khúc 10 bài hát hay nhất Singapore ======
09/2002: Giải ba bình chọn "50 nhân vật nổi tiếng nhất châu Á" của Liên Hợp Báo - Singapore
11/2002: Giải nhì "ca sĩ được yêu thích nhất" tại Malaysia
05/2003: Ca khúc "Happy principle" đoạt giải Quán quân 10 ca khúc hay nhất đài truyền hình Trung ương Trung Quốc
09/2003: Giải 3 bình chọn "50 nhân vật nổi tiếng nhất châu Á" của Liên Hợp Báo - Singapore
01/12/2003: Đoạt cùng lúc 4 giải của chương trình "Đông Nam Top Hit Music": Bài hát từ thiện hay nhất (When snow comes), ca sĩ được yêu thích nhất HK-ĐL-TQ, Một trong 10 ca khúc được yêu thích nhất (When snow comes), ca sĩ được nhiều báo đài HK-ĐL-TQ đề cử nhất
09/2004: Giải 2 bình chọn "TOP 50 Asian Idols" của Liên Hợp Báo - Singapore
09/2004: Đoạt cùng lúc 3 giải của chương trình "Đông Nam Top Hit Music": ca sĩ được yêu thích nhất HK-ĐL-TQ, một trong 10 ca khúc được yêu thích nhất (You are my tear drop), ca sĩ được nhiều báo đài HK-ĐL-TQ đề cử nhất
09/2005: Tiếp tục giành giải á quân trong cuộc bình chọn TOP 50 Asian Idols của Liên Hợp Báo - Singapore
11/2006: Đoạt giải diễn viên HK/Taiwan được yêu chuộng nhất 2006 trong BQ 2006 Awards.
12/2006: Đoạt giải diễn viên HK/Taiwan được yêu chuộng nhất 2006 và diễn viên hợp thời trang nhất trong China Enter. Stars Awards.
12/2006: Đoạt giải diễn viên hợp thời trang nhất trong MTV Stars Awards 2006.
05/2007: Giải Special Ambassador award 2007.
03/2008: TOP 10 Minh tinh quyền lực 2007 (Sina tổ chức).
10/2009: Diễn viên điện ảnh có bước nhảy vọt nhất (Sina tổ chức) cho vai diễn Bạch Tiểu Niên trong Phong thanh.
10/2010: Nam diễn viên phụ xuất sắc nhất Giải Kim Kê - Bách Hoa lần thứ 19 cho vai diễn Bạch Tiểu Niên trong Phong Thanh
12/2010: Nam diễn viên chính xuất sắc nhất LHP Quốc tế Macau lần thứ 2 cho vai diễn Lý Tô Kiệt trong Tân Tình Ca Khang Định
08/2011: Giải thưởng Đặc biệt của Hội nghệ thuật biểu diễn điện ảnh lần thứ 13 còn gọi là “Giải thưởng Kim Phượng Hoàng”.
28/7/2013: Giải nhà sản xuất xuất sắc năm 2013 Phi Duyên Vật Nhiễu của Lễ trao giải Thần tượng châu Á 2013 của đài An Huy.
28/7/2013: Giải nghệ sĩ kiệt xuất năm 2013 của Lễ trao giải Thần tượng châu Á 2013 của đài An Huy.
18/4/2014: Giải Nghệ sĩ có hình tượng tốt nhất, cùng với Lâm Tâm Như, Phương Trung Tín, Quy Á Lôi, Du Tiểu Phàm, Lý Lập Quần - khu vực Cảng Đài (Hongkong-Taiwan). Giải thưởng được hiệp hội nghệ sĩ Trung Quốc phối hợp với đài truyền thanh truyền hình Dương Châu tổ chức, do các chuyên gia đề cử, người hâm mộ bỏ phiếu, ban giám khảo bình chọn.
19/4/2015: Giải phim đáng xem năm 2015 và giải văn học thanh xuân của năm cho phim "Tai trái" do Tô Hữu Bằng làm đạo diễn, tại Liên hoan phim Bắc Kinh 2015
08/01/2016: Giải thưởng "Đạo diễn mới có năng lực" (phim Tai trái) tại Đêm hội Weibo.
08/5/2016: Giải thưởng "Đạo diễn được sinh viên yêu thích nhất" (phim Tai trái) tại Liên hoan phim sinh viên Bắc Kinh lần thứ 23.

## Các vở kịch đã đóng
- 2006: Hương hoa cúc (菊花香) - công diễn từ 7/6 tới 14/6/2006.

## Các quyển sách đã phát hành
- 1995 (phát hành lại vào năm 2003): Tự truyện: Những năm tháng trường Kiến Trung - 青春的場所 (My Days at Jian Zhong / Youth Never Die)1
- 2000: Tự truyện của Alec được đăng trên tạp chí Yes! Idol
- 2004: Phát hành tập sách ảnh Nam Nhân Địa Trung Hải